# Joseph W. Eaton
Joseph W. Eaton, nacido como Josef Wechsler (28 de septiembre de 1919 - 15 de octubre de 2012) fue un sociólogo y antropólogo estadounidense. Él fue incluido en Who is Who in the World por sus investigaciones publicadas y carrera académica en los asuntos públicos e internacionales, trabajo social y salud pública.
Eaton nació en Alemania. Emigró a los 13 años después de haber sido expulsado de la escuela. Cambió su nombre para proteger a sus padres que se quedaron en Europa, pero fueron asesinados por los nazis. Estudió en la Universidad de Cornell y la Universidad de Columbia. Fue el fundador del programa de postgrado en trabajo social en la Universidad de Pittsburgh.